# Militärpolis
Militärpolis är en förbandstyp förekommande i de flesta väpnade styrkor i världen, oftast med huvuduppgift att utgöra en uniformerad ordningspolis inom militära förband, och därigenom upprätthålla allmän ordning och säkerhet inom militären, bevakning och hantering av krigsfångar.
Militärpolisen har även använts i många stater utanför militära ändamål som en militärt organiserad poliskår, ofta benämnt som gendarmeri.

## I olika länder

### Danmark

#### Organisation
Militärpolisen består idag av Forsvarets Militærpoliti som är underställd Trænregimentet.  Dessutom finns avdelningar runt om i landet i armén, marinen och flygvapnet. 

#### Utbildning och funktioner
- Juridik
- Stridsträning
- Efterforskning
- Militärpolisstationstjänst och patrullering
- Konflikthantering och maktanvändning
- Hantering av anhållna och krigsfångar
- Rapport och administration
- Trafikkontroll
- Säkerhetsfunktioner
- Livvakt

#### Krav och utbildningstid
Minst 4 månaders värnplikt eller militär utbildning. 18,5 månaders utbildning (10,5 månaders grundutbildning och 8 månaders funktionsutbildning).

#### Historia
Upprättades 1947 efter krav från allierade styrkorna. Utbildades av brittiska officerare vilket är orsaken till att dansk militärpolis är den enda enheten som utför brittisk exercis. Alla danska militärpoliser har efter utbildningen rangen korpral eller högre.

### Italien
Den italienska militärpolisen, Arma dei Carabinieri, grundades av kung Viktor Emanuel I den 13 juli 1814. Kåren fungerar både som en civil polismyndighet och som en militär poliskår. Den är underställd det italienska försvarsdepartementet och fick status som självständig försvarsgren 31 mars 2000. Dessförinnan hade man varit ett truppslag inom den italienska armén.

### Norge
Den norska militärpolisen grundades under andra världskriget. Huvuduppgiften är att bedriva ordnings- och underrättelsetjänst.

#### Organisation
Militärpolisen består idag av Forsvarets militærpolitiavdeling som är underställd Forsvarets kompetansesenter for logistikk. Dessutom finns ett tiotal andra avdelningar grupperade runt om i landet där de är underställda de olika försvarsgrenarna eller Försvarets logistikorganisation.

#### Utbildning
Militärpolisavdelningen är förlagd till Sessvollmoen, där utbildning av nya militärpoliser och -befäl sker. Normalt sker utbildningen under sex månader vid Sessvollmoen innan poliserna posteras i operativ tjänst vid de lokala MP-avdelningarna. På Sessvollmoen finns även en särskild militärpolisbefälsskola. Här utbildas blivande befäl innan de utexamineras med sergeants grad och posteras vid de olika förbanden. 

#### Fasta MP-detachement
Fasta MP-detachement finns vid:
- Akershus fästning i Oslo fylke
- Rena leir i Hedmark fylke
- Ørlandet i Sør-Trøndelag fylke
- Værnes i Nord-Trøndelag fylke
- Bodø hovedflystasjon i Nordland fylke
- Bardufoss i Troms fylke
- Stavanger
- Bergen
- Grense-Jakobselv i Finnmark fylke.

#### Internationell tjänst
Norsk militärpolis har deltagit i det norska försvarets flesta utlandsmissioner. Militärpolisens främsta uppgift är att säkerställa rättssäkerheten för norsk militär personal samt utgöra rådgivning i militärpolisiära frågor.

### Sverige

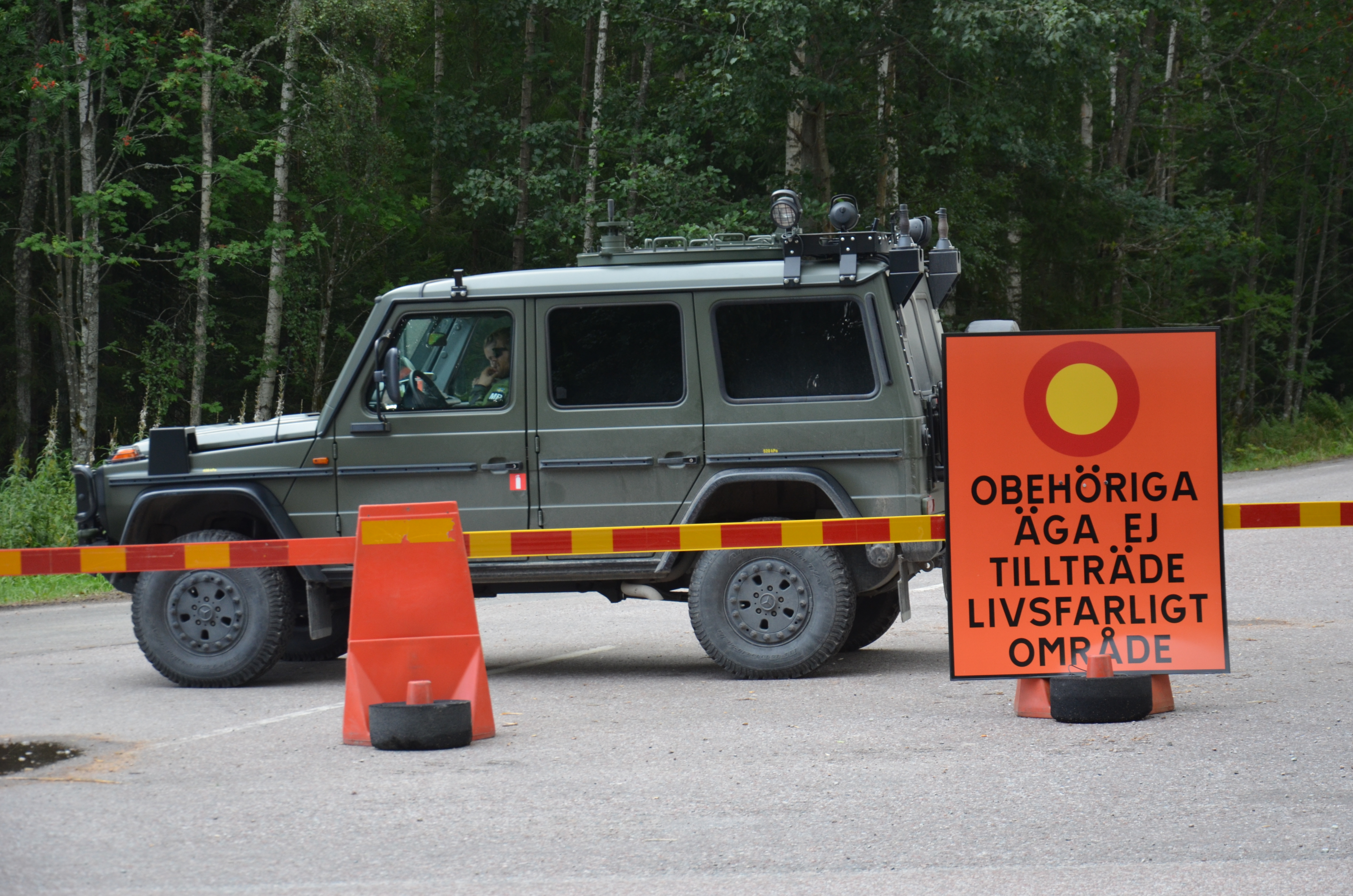
Militärpolis spärrar av länsväg U 668 vid Hästbäck under skogsbranden i Västmanland 2014

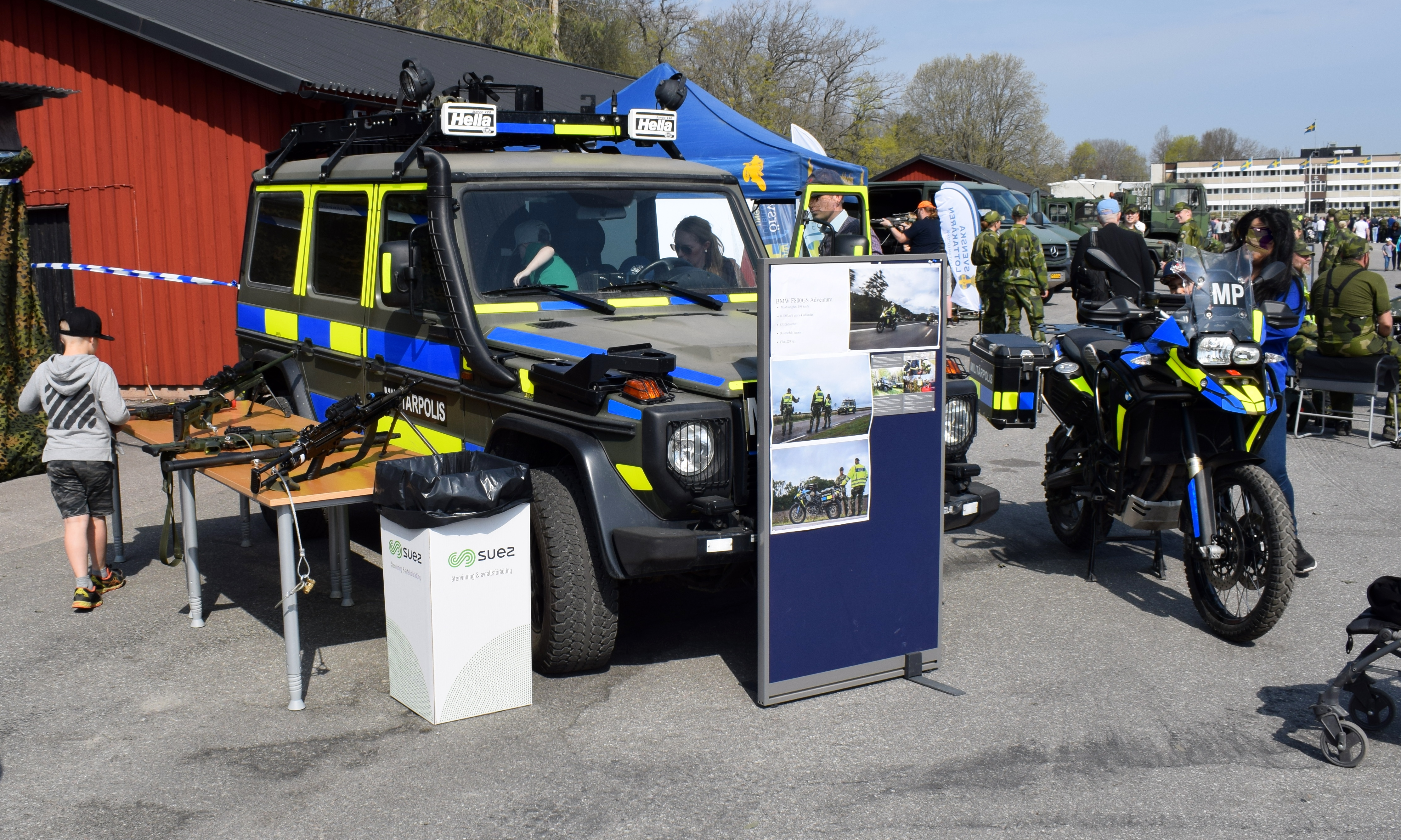
Militärpolis på regementetsdag vid Livgardet 2019.

Försvarsmaktens Militärpolisenhets heraldiska vapen.

Svensk militärpolis är en del av Försvarsmakten i Sverige och är till största del grupperad på Livgardet i Kungsängen. I Försvarsmaktens insatsorganisation ingår två renodlade militärpoliskompanier, 14:e och 15:e Militärpoliskompanierna, men det förekommer även militärpoliser vid de flesta av Försvarsmaktens olika garnisoner. Sedan ingår det även militärpoliser i 13:e säkerhetsbataljonen som står i frontlinjen för Försvarsmaktens arbete för att upptäcka, motverka och bekämpa säkerhetshotande verksamhet, både nationellt och internationellt. I Kungsängen finns även Försvarsmaktens Militärpolisenhet (MPE).
I Sverige har militärpolisen i stort samma juridiska mandat som ordinarie polis, med den väsentliga skillnaden att militärpolisen endast hanterar fall inom Försvarsmakten, Begreppet inom Försvarsmakten definieras med geografiskt, materiellt och personellt. Vidstående innebär inte att militärpolisen endast agerar inne på militärt område eller mot militär personal. Militärpolis är dessutom att anse som förman i förhållande till varje disciplinansvarig som tjänstgör i Försvarsmakten. En viktig skillnad gentemot ordinarie polis är att militärpolisen inte äger rätt att driva egna förundersökningar, utan sådana ska ledas av åklagare, eller i vissa fall av civil polis. Dock har militärpolisen utbildade förundersökningsledare.
Militärpolisens ställning regleras i förordningen (1980:123) med reglemente för militärpolisen och i Försvarsmaktens föreskrifter om militärpolisen (FFS 2011:1).

#### Uppgifter
Militärpolisens huvuduppgifter är:
1. att upprätthålla den allmänna ordningen och säkerheten inom Försvarsmakten
2. att genomföra brottsutredningar eller särskilda utredningar
3. personskydd
4. kriminalunderrättelsetjänst
5. att understödja egna förbands rörlighet
6. att understödja annat förband avseende hantering av frihetsberövade personer
7. Trafiktjänst

#### Utbildning
Grundläggande utbildning till militärpolis sker vid Polisutbildningen vid Linnéuniversitetet i Växjö, varefter påbyggnadsutbildning avseende exempelvis taktiskt uppträdande, vapenhantering, och till viss del juridik, sker genom den militära enhet vid vilken militärpolisaspiranten är anställd.

#### Utrustning
Militärpolis utmärks med "MP" i vit text på svart bakgrund på vänster arm. Inte sällan bär militärpolis reflexväst med texten "MILITÄRPOLIS", detta framförallt vid trafiktjänst och ibland också vid ordningstjänst. Om tjänsten kräver det, agerar militärpolisen i civil klädsel.
Militärpolisen bär Glock 17 som tjänstevapen och är utrustad med handfängsel samt expanderbatong. Vid behov bär militärpolisen ven pepparspray. RAKEL är militärpolisens främsta sambandsmedel, men även RA180 och annan kommunikationsutrustning används. Vissa enheter inom personskyddet är även utrustade med automatkarbinen Heckler & Koch HK416.
De fordon militärpolisen använder är inom Sverige främst Mercedes Geländewagen samt fyrhjulsdrivna Mercedes-Benz Sprinter. Vid internationella uppdrag används Geländewagen och terrängbil 16 Galten, samt Volvo V 90 Cross Country. 

#### Internationell tjänst
På senare tid har militärpolisen ingått i svenska internationella insatser utomlands. Om militärpolisresurserna är för knapphändiga i insatslandet, flygs förstärkningar ner för begränsade perioder.
Vid internationella insatser sorterar de tjänstgörande svenska soldaterna under svensk lag. Av detta skäl svarar svensk militärpolis för utredningar av händelser, i vilka svenska soldater varit inblandade. Detta kan medföra problem om personal från andra nationer också är inblandade. I sådana fall sker samverkan, och inte sällan drivs utredningen gemensamt av flera länders militärpolis. Detta koordineras i så fall av Provost Marshal.

#### Historia
Militärpolisens historia sträcker sig långt tillbaka, om man räknar in de befattningar inom militära förband som hade till uppgift att upprätthålla disciplin samt utdela bestraffningar, inklusive profosser och väblar. Utbildning av militärpolisförband inleddes först 1941, då det första fältpoliskompaniet sattes upp. Fram till 1964 var den svenska beteckningen fältpolis, därefter byttes den till militärpolis.
I äldre tiders svenska krigsmakt utfördes polisiära uppgifter av profosser, som hade som uppgift att övervaka ordningen inom läger och förläggningar, beivra militära brott och övervaka verkställandet av militära straff. Högst bland profosserna stod generalprofossen, som senare, under 1600- och 1700-talen, kallades generalgevaldiger, och hade både polis- och åklagaruppgifter. Från 1798 överfördes åklagaruppgifterna till krigsfiskaler. Under generalprofossen eller generalgevaldigern fanns regementsprofosser och kompaniprofosser eller faneprofosser. När en svensk armé låg i fält fanns i högkvarteret och i varje arméfördelningskvarter en fältgevaldiger, som lydde under kommendanten. Profossbefattningen förlorade senare i betydelse, och hade som uppgift att verkställa kroppsbestraffningar och övervaka de som satt i arrest. På 1800-talet övergick den senare uppgiften på väblarna.
Väbel förekom redan på 1500-talet som benämning på den underofficer som höll uppsyn över ordning inom fänikan. På 1600-talet slog fänikorna samman till regementen, och då fick regementsstaben en regementsväbel, som hade till uppgift att vara allmän åklagare inom regementet och att se till att utdömda bestraffningar verkställdes. Vanligen tillsattes denna befattning bara under krig, och kallades då fältväbel, men däremot inte då regementet var förlagt på roten. Efter Karl XII:s död 1718 drogs befattningen som väbel in och återupprättades flera gånger, men återinfördes mer långvarigt 1833. Regementsväbeln, oftast enbart kallat väbeln, hade in på 1900-talet som uppgift att agera polis inom regementets område och att övervaka att föreskrifter gällande ordning efterlevdes, samt att se till att innehavare av marketenterier och salubodar följde gällande föreskrifter. Dessutom skötte väbeln regementets arrest. Väblarna hade därför under 1800- och början av 1900-talet uppgifter som liknade profossernas i äldre tider.[5]
Ett krigspolisreglemente för armén infördes 1914, och ett liknande reglemente för marinen 1927, men någon militär polisstyrka infördes inte under första världskrigets beredskapshöjning, trots att flera andra länder hade gendarmeri vid denna tid. Möjligheten fanns dock att rekvirera civil polispersonal som förstärkning, men ingen utbildning för detta genomfördes.
Först under andra världskriget började svenska fältpolisförband att utbildas, efter att ett fältpolisreglemente införts 1941. Utbildningen under kriget skedde på hemliga platser, och det första fältpoliskompaniet bestod av militär personal med bakgrund inom polisen. Efter andra världskrigets slut 1945 förlades fältpolisutbildningen inledningsvis till tre regementen: Svea livgarde (I 1) i Stockholm, Livregementet till häst (K 1) i Stockholm och Livregementets husarer (K 3) i Skövde, och var en del av dessa förbands värnpliktsutbildning. Några år senare samlades all utbildning till I 1, med slutövningar i Rommehed. 1955 bildades Fältpolisskolan som en enhet vid I 1, men i slutet av 1950-talet flyttas utbildningen successivt till K 3 i Skövde. 1960 hade utbildningsverksamheten helt överförts från I 1, och vid denna tid utbildade K 3 ett fältpoliskompani om 145 man per år.
1954 bildades Militärpolisföreningen och lydde under det numera kallade Försvarsutbildarna Stockholm och Södermanland.
1964 ändrades namnet från fältpolis till militärpolis, vilket var den internationellt vedertagna beteckningen.
1975 flyttades militärpolisutbildningen från K 3 till Livgardets dragoner (K 1) i Stockholm. Under 1980-talet delades militärpolisverksamheten i två delar med olika förbandstyper: militärpoliskompanier inriktade på ordningstjänst och militärpolisskvadroner inriktade på säkerhetstjänst, vilket framför allt innebar skydd mot sabotageverksamhet och således innebar en verksamhet mer liknande jägarförband. Under en period skedde åter utbildning vid K 3, då förlagt till Karlsborg, förutom vid K 1. Den årliga utbildningsvolymen när all utbildning åter skedde vid K 1 var cirka 300 militärpoliser per år, motsvarande två kompanier eller skvadroner. Militärpolisverksamheten fortsatte även efter att K 1 gick upp i Livgardet (LG).
1998-1999 upprättades militärpolisverksamhet inom marinen, vid KA 4 i Göteborg.
Rekrytering och utbildning till det första militärpolisberedskapsförbandet, MP01, påbörjades 2002, och från 1 januari 2003 fanns ett stående MP-kompani i beredskap för tjänstgöring inom internationella insatser.
2004 bytte Militärpolisjägarna namn till MP-säk och ingick tillsammans med säkerhetsförband från Marinen och Flygvapnet i Försvarsmaktens säkerhetsbataljon.
I och med att värnplikten från 2010 blev vilande skedde från detta år inte längre någon värnpliktsutbildning av militärpoliser. De anställda och kontrakterade militärpoliserna återfanns i den nya insatsorganisationen huvudsakligen inom en militärpolisbataljon och en säkerhetsbataljon som båda fanns baserade till huvuddel på Livgardet.
2014 ombildas Militärpolisföreningen till ett specialförbund kallat Militärpolisförbundet och lyder numer direkt under Svenska Försvarsutbildningsförbundet.

### USA
I USA:s väpnade styrkor finns olika militärpolisenheter för de olika försvarsgrenarna, de saknar dock polisiära befogenheter utanför militär jurisdiktion. Militärpolisen i USA:s armé sköter den rollen i USA:s armé och United States Air Force Security Forces ombesörjer den rollen för USA:s flygvapen och USA:s rymdstyrka.
Mer avancerade brottsutredningar med anknytning till militären sköts av specialagenter vid Army CID, Air Force OSI och NCIS, som även har polisiära befogenheter att gripa civilpersoner utanför militärt område.